# 흔귀비 대가씨
흔귀비 대가씨 (忻貴妃 戴佳氏, ?년 5월 29일 ~ 1764년)는 만주양황기 기인이다. 하도총독 나수투의 딸이자 장사도선의 손녀이다. 강희제의 후궁인 성비의 당증조카손녀이자 건륭제의 귀비이다.

## 생애
생년을 알려지지 않았고, 생일은 5월 29일이다.
장쑤성 포정사 유안닝의 아내, 완안씨 시랑 성액지 계실, 후이후루씨 내각의 서자인 푸룽아(福隆亞)의 아내 등 세 자매가 있다. 대가씨에게는 그보다 30살이나 많은 언니가 있었다. 그만큼 대가씨는 나수투 말년에 얻은 딸이다. 그녀의 어머니는 강희제 경민황귀비의 친조카로, 아버지 운기위 겸 낭령시위 나수투로 옹정 초년 흑룡강 장군이 되어 승승장구했다.
건륭 18년 7월 20일, 대가씨를 빈으로 봉하고 종수궁에 거처하게 하였다. 건륭 19년 윤4월에 흔빈 책봉례를 행했다. 20년 7월 17일, 황6녀(4살로 요절)가 태어났다. 건륭 22년 12월 7일, 황8녀가 태어났다. 건륭 28년 8월 28일, 예빈과 함께 비로 진봉되어 흔비라 칭해졌다. 건륭 29년 예비와 흔비의 책봉례가 예정되어있었다.
건륭 28년 12월 25일, 희사를 만나 생활 처우에 있어서 분배를 늘렸다. 건륭 29년 2월 초, 잇따라 월할머니를 보내 곁을 지키게하였는데, 뜻밖에도 흔비가 있었다. 대가씨는 4월 28일에 갑자기 세상을 떠났다. 대가씨의 첫제사날에는 관례에 따라 임금이 지정한 관원이 조관했다. 그러나 건륭제는 직접 임치제를 지내며 술을 올리고 5일간 조례를 멈추었다.
대가씨는 생전에 비로 진봉되었지만, 그녀가 남긴 조관은 빈의 조관이다. 기록에 따르면 흔귀비의 훈담비모피는 조관 한 꼭지에 동주를 따라 11알, 무게는 2푼, 무게는 1푼이다. 맨 위의 정주는 한덩어리로 빈의 기준이고, 비는 묘정석이어야한다. 생전에 흔비 책봉례는 하지 않았지만, 건륭 29년 4월에 사망할 때 비의 위치에 맞는 조관은 없었다.

## 장례절차
대가씨가 흔비로 진봉한 금책의 금보구는 이미 삼가 조성하였으나, 아직 받지 못했으니 금관 앞에 진설하여 대상분 예치제일까지 금책과 금보를 전례에 따라 교광저장을 녹이는 것이 마땅하다. 견책과 견보는 같은 날 닥나무 덩어리로 태워버렸다. 이밖에 금책과 금보는 이미 글자를 새겨서 바꿀 필요가 없고, 견책과 견보는 귀비 글씨를 더 써야한다. 이는 후대에 이와 유사한 비빈의 장례 절차가 되었다.
흔귀비의 금관은 정안장의 빈소에서 처음 운구되었다. 건륭 30년 2월 22일, 효현황후의 능침이라 불리던 황비아문(훗날 유릉비원침)으로 옮겨졌고, 신빈 배이갈사씨와 복귀인의 금관도 같이 모셨다. 운기위는 흔귀비의 금관을 봉안하고 유릉비원침에 갈때 압류하여 메지도 않았다. 형부가 규례대로 곤장 백 대를 꾸짖고, 그 찰을 차고 감옥 밖에서 두달 동안 보이도록 강요한 후에야 만일에 채찌질하여 처벌하였다.
건륭제 때에는 뒤에 은영이 추가된 것은 모두 실질적인 명분이 있었다. 예를 들어 흔비가 귀비의 상을 받은 후, 유릉의 위패를 '흔귀비'라고 적었다. '흔비'가 아니라 '흔귀비'이다. 경사방이 대가씨의 유물을 볼때 흔귀비라고도 했다. 이로써 대가씨는 흔귀비로 추존된 셈이다. 그래서 《昌瑞山万年统志》와 《清皇室四谱》 등 청궁 문서는 그녀를 흔귀비라고도 부른다.

## 일화
흔귀비가 훙거한 후, 녕하장군 달색은 일찍이 만문 곡절을 올렸다. 「흔귀비가 집에 돌아와 사은절했다.」, 신귀비가 훙거한 날짜와 옥첩의 흔귀비 대가씨가 훙거한 시간은 같은 날이었다. 이렇게 추론하면 「귀향」은 곧 은근한 「사망」의 의미를 뜻한다

## 흔귀비가 나온 영상매체
| 년도 | 제목   | 배우   | 극중 이름 | 극중 호칭 | 비고                                               |
| ---- | ------ | ------ | --------- | --------- | -------------------------------------------------- |
| 2018 | 여의전 | 장가녕 | 파림 미약 | 영비      | 영귀비 파림씨와 흔귀비 대가씨를 합쳐서 만든 캐릭터 |

## 같이 보기
- 입팔분공